# Académie musicale de Liesse
L’académie musicale de Liesse est une école maîtrisienne catholique pour garçons, à l'image de la manécanterie des Petits Chanteurs à la croix de bois ou de l’Escolania de Montserrat en Catalogne, et vise un enseignement musical de haut niveau. Elle accueille des garçons de la classe CM1 à la Terminale.
De 2014 à 2022, elle est implantée à Liesse-Notre-Dame (Aisne), et se met au service du sanctuaire marial dédié à Notre Dame de Liesse avec le soutien du diocèse de Soissons. En septembre 2022, l'Académie s'installe à Précigné, à quelques minutes du sanctuaire marial Notre-Dame du Chêne (Vion) le plus important du diocèse du Mans.
Le fondateur et chef d’établissement est Vianney Châtillon. L'établissement est non mixte et le secondaire est hors contrat, les journées des élèves conjuguent le scolaire, l'éducatif et le musical. 100 % des élèves ont eu leur brevet ou leur baccalauréat, dont 80 % avec mention. Des anciens élèves ont poursuivi à Ginette, Henri-IV, Stanislas, Saint-Cyr-l’École, Supélec, ou Normale Sup.

## Histoire et lieux
L’Académie musicale de Liesse a été créée le 31 août 2014, et est alors implantée dans l’ancien Carmel de Liesse-Notre-Dame, qui lui est prêté. Depuis sa création, l’établissement est soutenu par l’évêque Renaud de Dinechin et par le diocèse de Soissons, que l’Académie sert depuis 2014, notamment par le chant quotidien des vêpres en la Basilique de Liesse-Notre-Dame, un sanctuaire marial où, depuis le XIIe siècle, les pèlerins vénèrent Notre-Dame de Liesse, « Cause de notre Joie ».

### Agrandissement
Au cours de son histoire, l’Académie a dû s’agrandir pour permettre l’accueil de plus en plus d’élèves. Elle vivait donc avant dans plusieurs bâtiments du village de Liesse-Notre-Dame qui lui étaient également prêtés.
Cependant, cette situation étant trop précaire devant la multiplication des effectifs, elle a annoncé son déménagement dans la ville de Précigné (Sarthe) pour septembre 2022. Les nouveaux bâtiments, donnés en 2016 par la congrégation des Marianites de Sainte-Croix puisqu'inoccupés depuis lors, pourront accueillir 140 élèves à la rentrée 2022 , , soit 50% d’élèves en plus que l'année précédente. L'Académie sera située à Précigné près de Sablé-sur-Sarthe, à quelques kilomètres de l’abbaye de Solesmes, abbaye bénédictine connue pour sa pratique musicale du chant grégorien. La réhabilitation des bâtiments ont fait lever 3,2 millions d’euros sur les 4 millions de travaux prévus. Elle fonctionnera dans l’ancien préventorium : l’accueil Basile Moreau, et le centre Lino Ventura.

## La formation
Les spécificités de la vie scolaire de l’établissement sont un système d’horaires aménagés, d’emploi du temps personnalisé, d’effectifs réduits, de tutorat, d’entraide et d’émulation.

### La formation musicale
L’Académie enseigne principalement le chant choral et la pratique instrumentale. La formation musicale, théorique et pratique, inclut le solfège, la pratique d’au moins un instrument, le chant (et la danse). Au quotidien, entre 3 et 4 heures sont consacrées à la musique, comprenant les temps de travail de l’instrument, l’apprentissage du solfège, les répétitions de chant choral (1h30 par jour), le chant quotidien des vêpres, ainsi que les messes et concerts occasionnels. Le chœur donne en moyenne un concert par mois, quelques tournées occasionnelles (une ou deux dans l'année), ainsi qu’une tournée tous les étés dans diverses régions françaises.
Pour réaliser une sélection face à l'afflux de demandes, les élèves sont sélectionnés sur audition, apportant leur projet musical.
Sont appris divers instruments de musique : piano, trompette, orgue, violon, mais aussi guitare électrique, basse, batterie, saxophone, etc. Ainsi que tous les genres de musiques sont abordés : le classique, chant grégorien, musique savante et sacrée, mais aussi la musique profane, le jazz, l'électro, la pop, etc..
L’établissement est affilié à la FFEA (Fédération Française de l’Enseignement Artistique). Ainsi, elle enseigne le solfège à tous ses élèves et fait passer les examens officiels de formation musicale et d’instrument. Elle délivre également des diplômes artistiques officiels.

#### Les différents ensembles musicaux
L’Académie propose différents ensembles musicaux :
- Chœur Tutti (tous les élèves)
- Chœur à Voix Blanches (Sopranos et Altos)
- Chœur à Voix Graves (Ténors et Basses; géré entièrement par des élèves)
- Schola (petit chœur)
- Chœur profane
- Orchestre de chambre (composé principalement d’un quatuor à cordes, d’une flûte et occasionnellement de trompettes et timbales)
- Quatuor à cordes
- Ensemble de jazz
- Ensembles de musique actuelle

### La formation scolaire
Elle accueille deux classes primaires (CM1-CM2) sous contrat avec l’État ainsi qu’un collège et un lycée tous deux hors-contrat qu’elle prépare respectivement aux épreuves du brevet et du baccalauréat.
Les classes ont des effectifs réduits (entre 5 et 20 élèves environ) et les élèves ont peu de cours par rapport à des établissements classiques, dû aux horaires aménagés en vue de la pratique musicale.

### Formation humaine
La pédagogie est issue de Don Bosco et d'André Charlier et prend en compte toutes les dimensions de l’élève selon le modèle de l'éducation intégrale. L'éducatif et l'instruction sont assurés par plus de 30 professionnels.
L’Académie Musicale de Liesse veut donner, en plus d’une formation scolaire et artistique, une formation humaine à ses élèves. La formation et les valeurs que les adultes souhaitent transmettre passent par plusieurs moyens: l’apprentissage de la musique, le système des capitaineries, la prise de responsabilités, le hissage des drapeaux, le port de l’uniforme, l’autonomie, ainsi que par une vie religieuse importante. En effet, les élèves participent à une prière commune tous les matins et tous les soirs, se relaient pour assurer le chant quotidien des vêpres, etc.
Les élèves, et particulièrement les plus âgés, suivent également une formation d’orientation pour leur vie future, ainsi que des Masterclass dans tous les domaines (histoire, musique, éducation, philosophie, …).

#### Spiritualité
L’Académie Musicale de Liesse s’inscrit dans la tradition maîtrisienne, notamment anglo-saxonne. Elle s’inspire de l’idéal de vie de Saint Jean Bosco, dont elle tient sa devise. Leur spiritualité est dite « spiritualité de la joie », correspondant aux traits propres du patron des « Pueri Cantores », saint Dominique Savio : « Ici, nous faisons consister la sainteté à être toujours joyeux », ainsi que saint Jean Bosco : « Mes enfants, soyez joyeux ! ». La pédagogie principale de l’établissement est celle qui relie la formation scolaire à l'éducation à la joie, appuyée par la devise de son village d’origine (« Cause de Notre Joie », en référence à Notre-Dame de Liesse). Elle s’enracine dans les vertus chrétiennes et véhicule certaines valeurs.

## Fonctionnement
Les frais de scolarité mensuels évoluent de 630€ à 675€. 30 % d’entre les élèves sont issus de milieux défavorisés et bénéficient d’une bourse.

### Internat
En semaine, l’établissement fonctionne sous forme d’internat, pour permettre aux élèves de toute la France d’intégrer l’Académie quelle que soit leur région d’origine. Ils viennent de toute la France, de Paris et sa banlieue (40 %), mais aussi de Bretagne, Marseille, de la Sarthe et d'Europe (Belgique ...).
Les objets électroniques personnels (portables, MP3, Ipod, tablettes, ordinateurs personnels) y sont interdits.

#### Le système des capitaineries
L’établissement, s’inspirant du scoutisme et de l’École des Roches d’André Charlier, fonctionne avec un système de capitaineries. Le chef d’établissement, avec le conseil des autres adultes, nomme des chefs qui l’aideront particulièrement au cours de l’année. Chaque année, les capitaines sont renouvelés.
Les élèves sont répartis entre 4 capitaineries chacune divisée en 3 équipes, et portent un uniforme de capes, et écharpes jaunes et bleues. Les capitaineries (une trentaine d’élèves) sont dirigées par un capitaine, et les équipes (une dizaine d’élèves) par des chefs d’équipe. Ils reçoivent le parrainage d'un camarade des classes au-dessus, pour promouvoir des qualités humaines comme la camaraderie, l’honnêteté, l’ordre, l’esprit d’organisation, le sens des responsabilités. La volonté de l'établissement est de « former des hommes intelligents et responsables en leur accordant une grande confiance » selon le directeur Vianney Châtillon.
La fonction des capitaines est de diriger leur entité et d’aider à la vie de l’école, notamment dans les services divers de l’établissement. Ce système s’inscrit dans la volonté de responsabiliser les élèves.

## Concerts et production
Les élèves de l'Académie font un tour de France pour des concerts, leur permettant de financer une partie des frais de fonctionnement de l'établissement, dont :
- Semaine Sainte à la principauté de Monaco en 2017 et 2022
- Concert sous le patronage de Son Altesse Royale la princesse de Hanovre, mai 2018
- Concert dirigé par Edward Higginbottom, chef de chœur émérite du New College d'Oxford, mai 2019
- Festival Liesse We Can organisé par l’Académie en 2018 et 2022
- Le Messie de Haendel (juin 2021) avec orchestre baroque
- Requiem d’Antonio Santana avec orchestre symphonique (Orchestre français d’oratorio) et solistes professionnels (28 novembre 2021)
- Concert de Noël sur Radio Notre-Dame (2021)
- Concert du Requiem de Mozart en l'église Saint-Roch à Paris le 20 novembre 2024

L'Académie a sorti des CD, dont le dernier en 2021, consacré aux chants de Noël. Ils diffusent chaque jour en direct sur Youtube la prière des Vêpres à 18h30.